# HMS Dulverton (L63)
«Далвертон» (L63) (англ. HMS Dulverton (L63) — військовий корабель, ескортний міноносець типу «Хант» «II» підтипу Королівського військово-морського флоту Великої Британії за часів Другої світової війни.
«Далвертон» був закладений 16 липня 1940 року на верфі компанії Alexander Stephen and Sons, Глазго. 27 вересня 1941 року увійшов до складу Королівських ВМС Великої Британії.